# Thea Ekker-van der Pas
Thea Ekker-van der Pas (Den Haag, 12 december 1927 - Oegstgeest, 4 november 2020) was een Nederlands sopraan.
Ekker-van der pas is dochter van pianist Theo van der Pas (Matheus Wilhelmus van der Pas) en Jacoba Gilberta Rudolphine Middelraad. Broer Wim van der Pas schreef een biografie over zijn vader; Theo van der Pas, een leven met muziek. Van der Pas huwde in 1951 Hans Christiaan Ekker, een latere vicepresident bij Akzo.

## Zangcarrière
Een vroeg optreden is bekend uit 1935. Ze speelde toen de rol van feeënkoningin in het kindersprookje Prins Fridolin in de Koninklijke Schouwburg in Den Haag, vader zat achter de piano. Haar middelbareschooltijd bracht ze door aan het Nederlandsch Lyceum in Den Haag. Een muziekopleiding kreeg ze aan het Haags Conservatorium, Willem Ravelli en To van der Sluys waren haar docenten. Voorts doorliep ze de operaklas. Na haar studie gaf ze recitals. Bij een optreden in het kader van kamermuziek in de Eerste Helmersstraat in 1955 liet ze zich begeleiden door Robert Deinse, een leerling van haar vader. Het dagblad De Tijd recenseerde dit optreden als een moeilijk repertoire gezongen door een behoorlijk geoefende stem. In 1963 liet ze zich begeleiden door George van Renesse, ook toen was de recensie niet geheel lovend, ze zou een meer op haar stem passend repertoire moeten kiezen. Haar stem rijpte langzaam, in 1966 werd ze glashelder, trefzeker en zuiver genoemd in repertoire van Hugo Wolf, Jean Absil, Claude Debussy, Sas Bunge en William Walton. Een artistieke piek volgde in de jaren zeventig met optredens in Diligentia in Den Haag en De Doelen in Rotterdam. De echte doorbraak bleef uit en in mei 1983 volgde een afscheidsconcert in Diligentia. Haar stem is vastgelegd in een aantal opnamen.

## Verdere activiteiten
Naast concerten gaf de zangeres workshops georganiseerd door de Eduard van Beinumstichting. Ze was voorts betrokken bij de organisatie van het Elly Ameling-concours, waarvan in 1988 Soile Isokoski de winnares was. In 2016 was Thea Ekker nog actief in de muziekwereld, ze is dirigent van een Oegstgeester dameskoortje. Ze gaf in eigen beheer een autobiografie met cd uit met als titel Zingen ... nooit zonder. Ze was van 1973 tot 1982 bestuurslid van de vereniging Vrienden van het Lied en later erelid.